# Церква святих великомучеників і безсрібників Косми і Даміана (Рудка)
Церква святих великомучеників і безсрібників Косми і Даміана в Рудках — парафія і храм 2-го Кременецького благочиння Тернопільської єпархії Православної церкви України в селі Рудка Кременецький району Тернопільської области.

## Історія церкви
Дерев'яний храм збудований за часів монголо-татарських набігів у XVI столітті. На одному з куполів є цифра 1847, яка, ймовірно, вказує на дату його ремонту.
Попри те, що через територію села проходила лінія фронту, храм залишився неушкодженим.
У 1914 році церкву закрили.
У 1960-х роках проведено капітальний ремонт. У 1997 році частина парафіян перейшла до юрисдикції УПЦ КП.
У 2010 році здійснили внутрішній ремонт.

## Парохи
- о. Барщевський,
- о. Заяць (1923—1935),
- о. Гайденко (1935—1938),
- о. Дмитерський (1938—1947),
- о. Порфирій Мазурок (1947—1975),
- о. Петро Левко,
- о. Анатолій Довгалюк,
- о. Михайло Чаплій (з 2010).